# آدمون ليانغ
ادمون ليانغ (بالإنجليزية: Edmond Leung)‏ (و. 1971 – م) هو مغني، وممثل، وكاتب غنائي، ومنتج أسطوانات، من جمهورية الصين الشعبية.

## وصلات خارجية
- آدمون ليانغ على موقع IMDb (الإنجليزية)
- آدمون ليانغ على موقع ألو سيني (الفرنسية)
- آدمون ليانغ على موقع ميوزك برينز (الإنجليزية)
- آدمون ليانغ على موقع أول موفي (الإنجليزية)
- آدمون ليانغ على موقع ديسكوغز (الإنجليزية)
- آدمون ليانغ على موقع قاعدة بيانات الفيلم (الإنجليزية)
- آدمون ليانغ على موقع كينوبويسك (الروسية)